# Bøgsted
Bøgsted er en herregård i Astrup Sogn, Vennebjerg Herred, Hjørring Amt. Den er opført ca. 1500 og ombygget 1791. Herregården er fredet (1918 og udvidet 2003). Sindal Kommune præmierede den efter omfattende restaurering i 2000. Fremstår nu som et eksempel på skiftende tiders byggestil. Mod nord, øst og vest ses en magtfuld og enkel renæssancebygning fra 1500-tallet. Mod syd ses en lettere barokfacade fra 1790 med fornemt frontparti og en særpræget knækket taglinie. Kun skoven er tilgængelig for publikum.  Referende: Danmarksguiden sektion Slotte, herregårde og slotshaver i Nordjylland Arkiveret 19. januar 2010 hos  Wayback Machine

## Ejere
- Niels Ovesen Panter
- 1419 Anders Jacobsen Lunge
- Ove Jepsen Lunge
- 1458 – ca. Tyge Ovesen Lunge
- Mogens Krabbe
- 1521 Margrethe Mogensdatter Krabbe
- Morten Tygesen Krabbe
- 1566 Mette Viffert
- 1597 Ulrik Sandberg
- Henrik Sandberg
- 1651 – ca. Ulrik Sandberg
- 1668 Sophie Maltesdatter Sehested
- 1688 Peder Jensen Holst
- 1713 Anna Jørgensdatter Hald
- 1724 Hans Bugge
- 1759 Elisabeth Dyssel
- 1769 Niels Bentzen Jespersen
- 1775 Enevold Bolwig
- 1804 Michael Brandt og Arent Hassel Rasmussen
- 1807 Andreas Andkjær
- 1810 Johanne Louise Henriette Jakobsen
- 1825 Daniel Poppe
- 1839 Severin Hastrup
- 1855 Sophie Elisabeth Zahrtmann
- 1860 Chr. Gottlieb Fritz Koch
- 1861 G. Raben
- 1874 Hans Emil Bluhme
- P. Holm
- 1917 Johs. Kjærgaard
- 1919 Trygve Sagen
- 1921 Johs. Kjærgaard
- 1924 Karl Jørgensen
- 1928 E. Kirkegaard
- 1930 Jysk Land-Hypotekforening
- 1932 Joh. Fr. Pommerencke
- 1950 A/S Oscar Siesbye [1]
- 1985   ASX9632 ApS v/a Kai Hoffman
- 1990 Niels Riisberg / Jørgen Riisberg (bror)
- 1996 Vagn Louis Fentz / Mytte Lis Lyngby gift Fentz